# Городок (Гомельский район)
Городо́к (бел. Гарадо́к) — посёлок в Руднемаримоновском сельсовете Гомельского района Гомельской области Республики Беларусь.

## География

### Расположение
В 32 км от железнодорожной станции Якимовка (на линии Калинковичи — Гомель), 47 км на юго-запад от Гомеля.

### Гидрография
Река Днепр.

## Транспортная сеть
Транспортные связи по просёлочной, затем автомобильной дороге Лоев — Речица. Планировка состоит из 2-х коротких меридиональных улиц, соединенных дорогой. Застройка деревянная, усадебного типа.

## История
Основан в XIX веке. Начало посёлку положил фольварк, хозяин которого в 1857 году владел 735 десятинами, а в 1865 году хозяин второго фольварка владел здесь 508 десятинами земли. Наиболее активная застройка приходится на 1920-е годы. В 1931 году жители вступили в колхоз. Во время Великой Отечественной войны 17 жителей погибли на фронте. В 1959 году в составе совхоза имени В.А. Некрасова (центр — деревня Рудня-Маримонова).

## Население

### Численность
- 2004 год — 13 хозяйств, 15 жителей.

### Динамика
- 1959 год — 125 жителей (согласно переписи).
- 2004 год — 13 хозяйств, 15 жителей.